# Међународни дан акција за климу
Међународни дан акција за климу (енгл. International Climate Action Day), познат и као Дан борбе против климатских промена, је глобална акција која се обележава у више од 170 земаља света сваког 15. маја.

## Историјат
Међународни дан акција за климу је посвећен подизању свести о хитној потреби решавања климатских промена. Људи се сваке године окупљају како би истакли важност очувања животне средине, промовисали одрживе праксе и залагали се за политику које се баве климатским питањима. Најчешће га обележавају камповањем, садњом дрвета и одржавањем скупова и едукативних догађаја. Овај дан подсећа на важност очувања биодиверзитета, смањења емисије угљеника и рада ка зеленој и одрживој будућности за све.
Поводом Међународног дана акције за климу, Европска комисија је 2019. године представила Европски зелени договор – мапу пута за одрживост привреде Европске уније претварањем климатских и еколошких изазова у прилике у свим областима политике и чинећи транзицију праведном и инклузивном за све. Европска зелена агенда је стратегија која би Европу требало да учини првим „климатски неутралним” континентом до 2050. године.